# Dynamische Reibung
Unter dynamischer Reibung versteht man, dass sich Objekte, die sich nicht berühren dennoch aufgrund ihrer Gravitation in ihrer Bewegung (Dynamik) beeinflussen.
Dieser Effekt spielt in der Astronomie eine wichtige Rolle bei der Kollision von Galaxien (sog. merging). Es kommt zu keiner Kollision einzelner Sterne, da es sehr unwahrscheinlich ist, dass ein Stern auf einen anderen trifft. Beim gegenseitigen Durchdringen von Sternsystemen tritt stattdessen dynamische Reibung auf: wenn ein Stern andere Sternsysteme durchfliegt, übt er durch seine Masse eine Anziehungskraft auf die umgebenden Objekte aus; dies führt dazu, dass sich die Dichte an Sternen hinter dem durchdringenden Stern erhöht, wodurch dieser in seiner Bewegung abgebremst wird.